# Discoglypha
Discoglypha is een geslacht van vlinders van de familie spanners (Geometridae), uit de onderfamilie Sterrhinae.

## Soorten
- D. aureifloris Warren, 1896
- D. hampsoni Swinhoe, 1892
- D. inflammata Warren, 1896
- D. locupletata Prout, 1917
- D. punctimargo Hampson, 1895
- D. sanguinata Warren, 1896
- D. variostigma Warren, 1896